# Ramsdiep
Il Ramsdiep è un lago di confine nei Paesi Bassi. Collega il Ketelmeer con lo Zwarte Meer. L'imboccatura della parte navigabile, nel Ketelmeer, è già all'altezza dell'isola di IJsselog. La parte navigabile è separata, per tutta la sua lunghezza, attraverso una diga dalla parte in cui la navigazione è vietata, conosciuta anche col nome di Ramsgeul.
Il Ramsdiep è profondo 4 metri ed è navigabile da navi di pescaggio fino a 3 metri di profondità. Il Ramsdiep è largo approssimativamente 120 metri e vi transitano circa 6500 navi ogni anno. Sull'altro lato della diga si trova il Ramsgeul. Di 250 metri di larghezza, ha una profondità molto variabile.
La costa settentrionale fa parte del Noordoostpolder nella provincia del Flevoland mentre la costa meridionale fa parte della provincia dell'Overijssel.